# 박노원 (공무원)
| 출생 | 1969.11.5.(음력) |
| 학력 | 장성성산초등학교 장성중학교 금호고등학교 전남대학교 경제학과 학사 KDI 국제정책대학원 공공정책학 석사 미국 UCSD(캘리포니아 주립대 샌디에고) GLI(Global leadership institute)과정 수료 |
| 직업 | (전)대통령비서실 시민참여비서관실 행정관(2019) (현)더불어민주당 중앙당 부대변인 |
| 링크 | |

박노원은 대한민국의 행정안전부 부이사관 / 대통령비서실 행정관이다.
전라남도 2005년말 혁신도시건설지원단이 막 발족되었을 때 처음 행정계장을 맡아 광주전남혁신도시 위치, 면적 확정과 기틀을 닦는데 실무를 담당했다. 외국유학 후 행정안전부로 전입하여 정부조직개편 효과를 분석하고, 정부조직을 진단하는 업무를 담당했다.
지방재정세제실에서는 지방세온라인납부 팀장을 맡아 2010~2012년까지 지방세납부체계 전반을 개선하는 업무를 성공적으로 추진하여 공공기관과 국민에게 시간과 비용을 획기적으로 줄이는 성과를 거두었다.
과거에는 지방세를 자치단체 관할구역 안에서 농협이나 우체국에서 조회를 하고 납부고지서를 가지고 공과금납부 창구나 수납창구에서 현금이나 계좌이체로 해당 자치단체 구역 안에서 내야만 했고, 신용카드 납부도 안되던 것을 전국 244개 자치단체와 22개 은행 14개 카드사를 모두 연계하고 시스템을 개선하여 전국 어디에서나 고지서 없이도 현금인출기 등에서 전국의 지방세를 조회하고 현금, 계좌이체, 모든 신용카드로 수수료 없이 편리하게 납부할 수 있도록하고 납부 확인도 납부 후 2~7일 걸리던 것을 납부 즉시 확인할 수 있도록 개선하여 관청, 수납은행, 국민의 시간과 비용을 획기적으로 절감했다.
전라남도 일자리지원관으로 재직 전에 전국일자리대상에서 전남이 전국 14위 이던것을 재직중에 일자리 분야에 새로운 기획과 예산확보를 통해 일년만에 전남이 전국일자리 경진대회 대상 수상했다.
장성부군수로 재직시 장성 축령산 일원에 편백특구 지정을 이끌어 냈고, 장성에 국립심혈관센터 유치를 위해 문재인 대통령 후보 공약에 포함시키는 성과를 거두었고, 대통령이 되신 후 국정과제로 채택되도록하여 장성이 국립심혈관센터를 유치하는데 결정적인 역할을 하였다.
행안부 사회혁신추진단 문제해결과장을 맡아 대한민국 사회가 발전하기 위해서는 정책실패를 포함한 모든 분야의 실패를 용인하고, 실패를 재조명 해보고 실패를 바탕으로 다시 일어설수 있는 분위기를 만들고자 세계 최초로 실패박람회를 기획하고, 2018년도에 제1회 실패박람회 행사를 개최하여 문재인 대통령도 참석하고 세계의 이목을 받는 성과를 이루었다.
2019.2.18. 일자로 문재인 대통령비서실 시민참여비서관실 행정관으로 임명되어 국내 중요 이슈의 갈등관리를 비롯한 굵직한 현안을 훌륭하게 처리하여 비서실장 표창을 받고 2021.3.15일에 부이사관으로 승진했다.

2002년 노사모로서 활발하게 활동했다.
기초(나주시, 장성군), 광역(전남도), 중앙부처(행안부), 청와대까지 다양한 행정 현장에서 기획 및 업무추진능력을 인정받았다.
포상으로는 문재인 대통령 표창과 대통령비서실장 표창 외에 다수가 있다.
2024년 제 22대 국회의원 선거 담양·함평·영광·장성을 지역구로 출마할 예정이며 친명계 정치신인 모임인 '퇴진과 혁신' 멤버이다. 

## 약력
- 제8회 지방고등고시 합격
- 전라남도 나주시 의회 전문위원
- 전라남도 혁신도시건설지원단 행정담당
- 행정안전부 조직실 조직진단과 사무관
- 행정안전부 지방세정책과 지방세온라인납부 TF 팀장
- 행정안전부 지방세정책과 세제기획팀장
- 전라남도 일자리정책지원관
- 전라남도 투자유치담당관
- 장성군 부군수
- 행정안전부 사회혁신추진단 과장
- 대통령비서실 시민참여비서관실 행정관
- 2022년 2월~2022년 3월: 제20대 대통령 선거 더불어민주당 이재명 대통령 후보 직속 정무특보 전남공동본부장
- 2022년 10월~: 더불어민주당 중앙당 부대변인
- 2024년 5월~: 더불어민주당 전라남도당 담양군·함평군·영광군·장성군 지역위원회 수석부위원장